# Zakon o Uniji 1707.
Zakon o Uniji ili Akt o Uniji (eng. Acts of Union) je naziv za zakone donesene u engleskom i škotskom parlamentu kako bi se ozakonili uvjeti iz pregovora predstavnika oba parlamenta koji su dogovoreni 1706. godine o stvaranju zajedničke države. Izglasavanjem Akta o Uniji u oba parlamenta, englesko i škotsko kraljevstvo, dvije odvojene države, do tada ujedinjene samo u osobi vladara, ujedinile su se u Kraljevstvo Velike Britanije 1707. godine. U novoosnovani Parlament Velike Britanije u Londonu, Škotska je poslala 45 zastupnika u Donji dom, koji su se pridružili zastupnicima donjeg doma engleskog parlamenta kojih je bilo 513. Ukupno je u donjem domu Parlamentu Velike Britanije bilo 558 zastupnika. Škotska je također poslala i 16 perova u Dom Lordova koji su se pridružili engleskim perovima kojih je u tom trenutku bilo 168.